# 盧特河 (埃姆斯河支流)
51°56′56.9″N 8°12′32.09″E / 51.949139°N 8.2089139°E

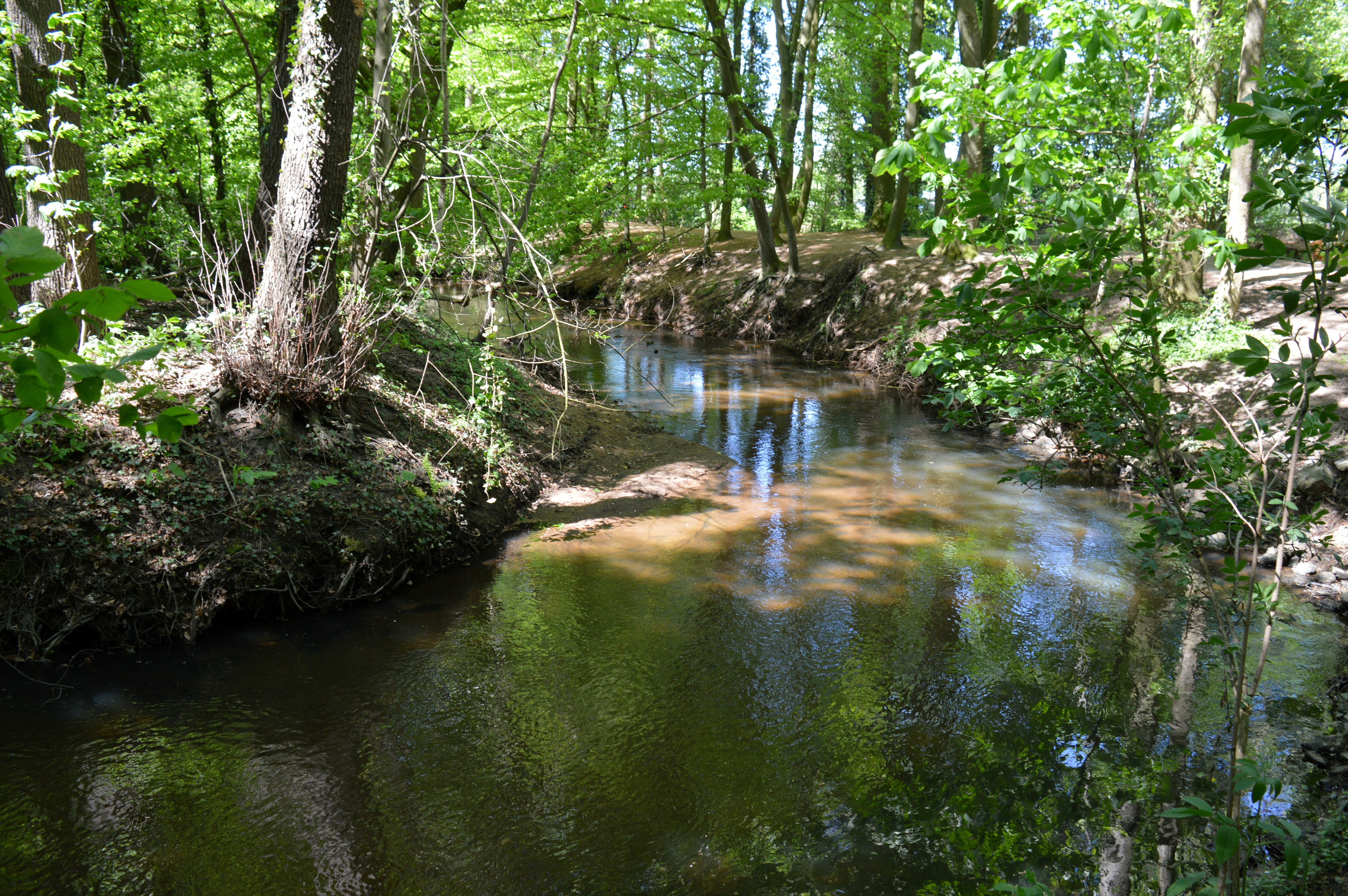
盧特河（埃姆斯河支流）

盧特河（德語：Lutter），是德國的河流，位於該國西部，處於北萊茵-威斯特法倫州，屬於埃姆斯河的右支流，河道全長26公里，流域面積137平方公里，發源自比勒費爾德，河口處在哈瑟溫克爾。